# ロールプレイ (曲)
『ロールプレイ』は、日本のロックバンド・go!go!vanillasが2021年1月27日にGetting Betterから発売した、デジタルシングルである。

## 概要
前作「Hey My Bro.」から約9か月ぶりの配信限定シングルで、アルバム「PANDORA」からの先行シングル。
2021年1月26日にアルバム「PANDORA」の発売が発表されると同時に今曲の先行リリースが発表され、1月27日にリリースされた。
ジャケットデザインは「鏡 e.p.」に引き続井上絢名が担当した。
3月10日には、2021年2月に開催されていたツアー「yacoustic night star tours」なんば Hatch公演より今曲のライブ映像が公開された。
アルバム「PANDORA」発売日である3月24日に今曲のミュージック・ビデオが公開された。初の全編アニメーションのミュージックビデオである。

## 楽曲解説
1. ロールプレイ (4:33)
作詞・作曲：牧達弥
編曲：go!go!vanillas
  - アルバム「PANDORA」に収録されている。

## 参加ミュージシャン
go!go!vanillas
- 牧達弥（ボーカル・ギター）
- 柳沢進太郎（ギター・ボーカル）
- 長谷川プリティ敬祐（ベース）
- ジェットセイヤ（ドラムス）

## ライブ映像作品
ロールプレイ
- PANDORA（完全限定生産盤）
- 青いの。（完全限定生産盤）
- SCARY MONSTERS EP